# Флаг Османской империи

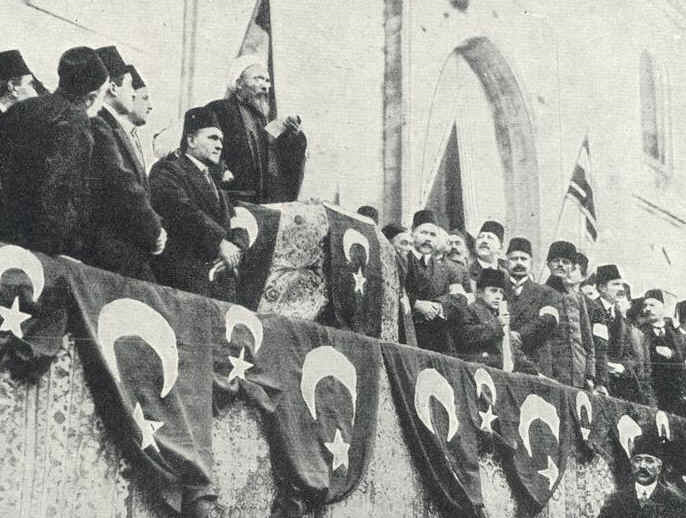
Флаг Османской империи в 1914

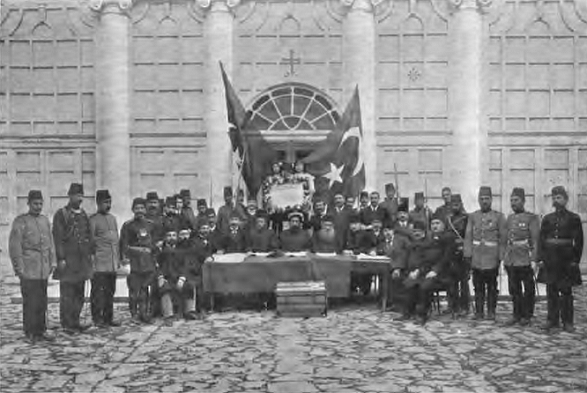
Флаг Османской империи в 1908, Младотурецкая революция

Флаги османской эпохи использовались правящими султанами Османской династии. В Османской империи за годы её существования использовались различные флаги, и султан также использовал личные флаги для разных случаев. Из-за сложной социально-политической организации в Османской империи на протяжении большей части её истории одного надлежащего национального флага не было до 1844 года. В 1844 году в рамках реформы Танзимата, был принят первый официальный государственный флаг империи. Этот флаг, содержащий пятиконечную звезду и полумесяц, лёг в основу современного флага Турецкой республики. Полумесяц и звезда на Османском флаге были толще, чем в его нынешнем виде.

## От гази до императора (1299—1453)
Ранним периодом Османской империи считают период до взятия Константинополя в 1453 году. Осман I, основатель османского могущества, был провозглашён главой племени кайи. Этот титул он унаследовал от своего отца Эртогрула, а тот, в свою очередь — от Гюндуз-Альпа.
Его сын Орхан I женился на византийской принцессе и считал своё государство преемником Византийской империи.
Внук Османа Мурад I отбросил претензии на преемственность от Византии, провозгласив Османскую империю. В качестве флага он выбрал красное полотнище, хотя оно не имело отношения к традиционным племенным цветам (белый и золотой) и популярным тюркским цветам (были обычно синий, белый и золотой). Возможно, на выбор повлияла связь данного цвета с римлянами.

## Флаги блистательной Порты (1453—1793)
В это время флаг изменялся мало, на красное полотно был добавлен золотой полумесяц. Постепенно флаг становится прямоугольной формы.
Одни источники указывают, что полумесяц, традиционный символ султана, появился на турецких флагах в середине XV в. после победной битвы при Косовом поле, другие уточняют, что он был заимствован с эмблемы взятого в 1453 г. Константинополя (ныне Стамбул), третьи напоминают, что изображение полумесяца со звездой Юпитера считалось гороскопом султана Османа (правил в конце XIII — начале XIV вв.) и было родовой эмблемой его династии.
Вместе с контролем над Константинополем и Босфором к османам пришли новые коммерческие возможности и новые угрозы из Венеции и Генуи, которые опасались за свои интересы и колонии в Эгейском и Чёрном морях. В это время на османских судах начинают появляться идентифицирующие морские флаги, в том числе обозначающие команды судов, а также набор торговых флагов для каждой из религиозных групп страны, для каждой из которых существовала разная система налогообложения, в частности евреи и христиане империи подвергались дополнительным налогообложением.
С завоеванием Сирии и Египта возникла необходимость в новом флаге империи. Султан уже не является ромейским преемником в большинстве христианских земель, но оставался султаном Египта и халифом Ислама. Был удалён с флага византийский крест, и помещен зелёный прямоугольник, цвета ислама и пророка Мухаммеда. На зелёном поле размещалось три полумесяца, которые представляли три титула и три континента, на которые распространялась власть дома Османов — они правили в Африке Египтом, в Азии бывшими территориями халифата, в Европе румом.

Флаг Османской империи 1453-1793 гг

## Реформа и упадок (1793—1923)
После Танзимата (1844—1923)
Флаг османского флота был сделан красным. Предполагалось, что красный вариант флага будет применяться в светских учреждениях,  а зеленое - в религиозных. Все религиозные учреждения были «отделившимися», но в то время халиф всё ещё сохранял религиозную роль. Флот прошёл через радикальные реформы, но это было ничто по сравнению с реформами армейскими.
Армия была полностью перестроена. Янычары были расформированы, и многие из них были убиты, когда они сопротивлялись модернизации.
Империя была централизована. Новый флаг был разработан, чтобы заменить все флаги на один-единственный национальный флаг. Результатом стал красный и белый флаг с полумесяцем и звездой, который является предшественником современного турецкого флага. Секуляризация сделала религии равными по закону, отказ от сложной иерархии религии в связи с налогообложением и торговыми операциями.

## Связь с флагом Турецкой республики
После распада Османской империи и основания Турецкой республики новое турецкое государство сохранило последний флаг империи 1844 года, но ввело пропорциональную стандартизацию. Флаг Турции несёт на красном фоне белый полумесяц и пятиконечную звезду с определённой геометрической пропорцией, которая была окончательно установлена с 1936 года.

## Персональный штандарт султана
На штандарте изображалась Тугра султана, часто на розовом или ярко-красном фоне.

## Флагштоки
Флагштоки были часто дополнены полумесяцем, головой волка, конским хвостом или коробкой с листами Корана.